# La Bética
La Bética fue una revista editada en la ciudad española de Sevilla a lo largo de 1862, durante el reinado de Isabel II.

## Historia
Editada en Sevilla bajo el subtítulo «Revista mensual científica, literaria, artística é industrial», fue impresa en la imprenta de El Porvenir, en la calle Sierpes 4, y en la de la Viuda de Caro, en la calle Génova 36.
Su primer número apareció el 15 de marzo de 1862 y cesó en noviembre de ese mismo año. Se publicaba una vez al mes, en números de dieciséis o más páginas, con cubierta de color, papel común e impresión clara. Su contenido incluía artículos literarios, estudios críticos, poesías, trabajos científicos, variedades y notas, entre otras secciones.
El editor responsable fue Manuel Merry y Colón y fue dirigida por Federico Castro. Entre sus redactores se contaron nombres como los de José Velázquez y Sánchez, Florencio Álvarez Ossorio, Juan José Bueno, Cecilia Böhl de Faber «Fernán Caballero», Andrés Lasso de la Vega, Antonio Colón, Diego Álvarez de los Corrales, Antonio Fernández Grilo, Antonio de Latour, Fernando Santos de Castro, Joaquín Riquelme, José Amador de los Ríos, Nicolás Díaz de Benjumea, Narciso Campillo, Federico Utrera, Joaquín Palacios y Rodríguez, Antonio Machado, Fernando de Gabriel, El Barón de Fuente de Quintos, Francisco Rodríguez-Zapata y Gumersindo Laverde y Ruiz, entre otros.